# Amii Stewart
Amy Paulette Stewart (Washington, 29 gennaio 1956) è una cantante statunitense naturalizzata italiana.
È divenuta nota al grande pubblico nel 1979 con il singolo Knock on Wood, cover di un successo di Eddie Floyd che raggiunse la vetta dei singoli più venduti negli Stati Uniti e il sesto posto nel Regno Unito, diventando un classico del genere disco e un inno della comunità LGBT. 
Dalla metà degli anni ottanta si è trasferita in Italia dove ha concentrato maggiormente la sua carriera, incidendo brani di successo come Grazie perché cover in italiano di We've Got Tonite, brano di Bob Seger, inciso in coppia con Gianni Morandi, Friends e Together, entrambi con la collaborazione di Mike Francis.
Nel 1990 ha inciso un album di cover delle maggiori colonne sonore di Ennio Morricone, da lui stesso arrangiato, dal titolo Pearls – Amii Stewart Sings Ennio Morricone.
Negli anni successivi ha recitato in molti musical e recital teatrali come Lady Day dedicato alla figura di Billie Holiday, Jesus Christ Superstar e Stabat Mater con Gigi Proietti, esibendosi anche per papa Giovanni Paolo II e la regina Elisabetta II.

## Biografia
Quinta di sei figli, Amy Stewart nacque in una grande famiglia rigorosamente cattolica. Suo padre, Joseph Stewart II, la iscrisse a lezioni di canto e ballo nel 1960, quando aveva solo quattro anni. A causa del fatto che una Amy Stewart era già registrata presso la Actors 'Equity Association, decise di cambiare l'ortografia del suo nome in Amii. Si iscrisse brevemente alla Howard University di Washington, ma presto l'abbandona per il Classical Repertory Dance Ensemble (CRDE) dove studiò danza classica e moderna.
Nel 1975 la Stewart lavorò nel musical Bubbling Brown Sugar, con un tour mondiale tra le quali Miami, New York ed il West End of London in questa occasione incontrò Barry Leng, cantautore e produttore discografico della Hansa Records.
Leng la introdusse nel mondo della discografia con il brano You Really Touched My Heart, scritto e prodotto da Leng e Simon May, pubblicato alla fine del 1977. Si decise di realizzare un album, pubblicato nel febbraio 1979, che conteneva cinque canzoni inedite di Leng/May, una di Leng, una canzone di Gerry Morris e tre cover. Dall'album furono estratti due singoli, Knock on Wood e Light My Fire/137 Disco Heaven. L'album raggiunse la diciannovesima posizione in classifica negli Stati Uniti ed entrò nella top ten di molti paesi, risultando a tutt'oggi il suo album di maggior successo.
Il primo singolo che dà il titolo all'album, Knock on Wood, cover di un successo di Eddie Floyd, raggiunse la vetta dei singoli più venduti negli Stati Uniti nell'aprile 1979 e le valse un disco di platino e una nomination ai Grammy Award. Il singolo fu un grande successo in tutto il mondo, entrando nella top ten di molti paesi come il sesto posto in Inghilterra ed il secondo in Australia ed Italia, diventando un classico del genere disco ed un inno della comunità LGBT. 
Il secondo singolo, Light My Fire/137 Disco Heaven, una cover del classico dei Doors Light My Fire medley con il brano inedito 137 Disco Heaven, pur non raggiungendo lo stesso successo entrò in molte classifiche raggiungendo la quinta posizione nel Regno Unito, la quattordicesima in Australia e la sessantanovesima negli Stati Uniti.
Nel settembre del 1979 venne pubblicato il secondo album della cantante, Paradise Bird che non ottenne però lo stesso successo del primo, anche a causa del fatto che il fenomeno della disco music stava subendo un veloce declino in favore del nuovo sound new wave che si stava diffondendo in quel periodo, dall'album furono estratti due singoli, Jealousy e The letter. In questo periodo è anche ospite fissa del varietà della Rete 1 La sberla diretto da Giancarlo Nicotra.
Nello stesso anno partecipa alla colonna sonora del film Killer Fish - L'agguato sul fondo di Antonio Margheriti con il brano The winner takes all.

### Gli anni ottanta
Nel 1981 venne pubblicato l'album Images, l'ultimo distribuito dalla Hansa Records, prodotto da Narada Michael Walden. Il disco caratterizzato da un sound R&B non ottenne però alcun successo, non riuscendo ad entrare in classifica se non in Svezia dove si fermò al quarantanovesimo posto. Dall'album vennero estratti i singoli My Guy/My Girl, un duetto con Johnny Bristol, che è l'ultimo singolo della cantante ad entrare in classifica negli Stati Uniti fermandosi al sessantanovesimo posto, Where Did Our Love Go, cover delle Supremes e Great Balls Of Fire, cover di Jerry Lee Lewis.
Nell'estate del 1981 pubblica il singolo Rocky Woman non presente nell'album, che verrà incluso nella stampa messicana dell'album. 
Nel 1982 l'album viene ripubblicato con un nuovo artwork ed una tracklist leggermente differente per il solo mercato nordamericano con il titolo I'm Gonna Get Your Love e vengono estratti i singoli dei brani inediti aggiunti per l'occasione, I'm Gonna Get Your Love, Why'd You Have To Be So Sexy e Digital Love (quest'ultimo già presente in Images), ma anche in questo caso non entra in classifica. Viene pubblicato un ulteriore singolo per il solo mercato olandese non incluso in nessun album, Lay Back in the Groove, anch'esso di nessun successo commerciale.
Nel 1983 la Stewart decise quindi di rompere il contratto con Leng trasferendosi in Italia, dove firma un contratto di sette anni e cinque album con la RCA Italiana, ottenendo dalla casa discografica massima libertà artistica. 
Nello stesso anno prende parte al Festival di Sanremo 1983 con il brano Working Late Tonight, pubblicando un album eponimo con la produzione di Simon Boswell, che sancisce l'abbandono definitivo del genere disco in favore di un sound più soul e R&B che fu ampiamente apprezzato dalla critica. Il 45 giri raggiunge la ventitreesima posizione dei singoli più venduti in Italia.
Nello stesso anno ottiene un grande successo in coppia con Gianni Morandi con il brano Grazie perché, cover in italiano di We've Got Tonite di Bob Seger, che raggiunge la quinta posizione dei singoli italiani più venduti. 
Nel 1984 pubblica l'album Try Love 	prodotto da Paul Micioni, dal quale vengono estratti tre singoli: That Loving Feeling, I Gotta Have You Back e Try Love. Nello stesso anno viene pubblicato il singolo Friends, scritto e prodotto da Mike Francis. Il brano diventa una hit in Italia dove raggiunge la vetta dei singoli più venduti, il dodicesimo posto in Inghilterra ed il quarantaseiesimo posto nella classifica black di Billboard.
Nello stesso anno partecipa alla colonna sonora della serie La piovra con il brano My Heart and I.
Nel 1985 il successo si ripete con il singolo Together in duetto con Mike Francis che raggiunge la nona posizione dei singoli più venduti in Italia. Nello stesso anno è ospite fissa dello show del sabato sera di Rai 2 Il tastomatto, condotto da Pippo Franco.
Nel corso del 1985 pubblica The Hits, raccolta di remix che contiene il singolo Knock On Wood/Light My Fire (Remix), rifacimento delle due prime hit della cantante che raggiunge la settima posizione dei singoli più venduti in Inghilterra.
L'anno successivo incide Amii, prodotto da Giorgio Moroder e Bolland & Bolland, dal quale vengono estratti i singoli Love Ain't No Toy, cover di Yvonne Fair e Time Is Tight. Anche in questo caso però l'album non ottiene successo.
Nel 1987 partecipò alla colonna sonora dello sceneggiato televisivo Il segreto del Sahara con il brano Saharan Dream, composto da Ennio Morricone. 
Nel 1988 pubblica l'album Time for Fantasy, prodotto da Greg Walsh, che contiene tra gli altri, il brano Dusty Road, composto da Mike Francis, Run in the Night, il primo firmato dalla stessa cantante e I Still Believe, cover di Brenda K. Starr, reincisa anche da Mariah Carey nel 1999. 
Dall'album fu estratto anche il singolo It's Fantasy, colonna sonora di uno spot Campari che la riportò in classifica in Italia al ventiduesimo posto. 
Nel 1989 partecipa al brano Lost it, progetto house dei Four To The Floor.

### Gli anni novanta
Nel 1990 pubblica Pearls – Amii Stewart Sings Ennio Morricone, album di cover delle più belle colonne sonore di Ennio Morricone, arrangiato dall'orchestra filarmonica di Roma. 
Nello stesso anno partecipa alla colonna sonora del film tv Il viaggio del terrore: la vera storia dell'Achille Lauro con i brani Come Sail Away e Could Heaven Be.
Nel 1991 pubblica il singolo Extralarge, colonna sonora del telefilm Detective Extralarge con Bud Spencer.
Nel 1992 lascia la RCA per la RTI Music, etichetta discografica di proprietà Fininvest, con la quale realizza quattro album. Il primo, Magic vede nuovamente la produzione di Narada Michael Walden. Dall'album vengono estratti due singoli: Don't Be So Shy e Don't Stop.
Nel 1993 fu una dei dodici artisti scelti da tutto il mondo a cantare per la prima volta nella Città del Vaticano per il Papa. Il concerto di Natale del Vaticano fu trasmesso in mondovisione e Amii Stewart fu l'unica artista ad essere richiesta anche l'anno seguente. 
Nel 1994 pubblica Lady to Ladies, album di cover, tributo ad alcune delle più grandi voci femminili della musica come Nina Simone, Annie Lennox, Tina Turner, Donna Summer, Barbra Streisand, Diana Ross, Aretha Franklin, Patti LaBelle, Roberta Flack e Chaka Khan. dall'album viene estratto il singolo Why, cover della Lennox inciso in duetto con Randy Crawford.
Nello stesso anno incide il brano Princess' Dream incluso nella colonna sonora della miniserie La figlia del Maharaja.
Nel 1995 pubblica l'album The Men I Love, ideale seguito dell'album precedente, questa volta dedicato agli interpreti maschili come Paul McCartney, Sting, Stevie Wonder ed Elton John.
Nel 1996 pubblica l'album Love Affair, l'ultimo per la RTI.
Nel 1997 è stata ospite fissa dello sfortunato remake del varietà Fantastico. 
Nel 1999 pubblica Unstoppable, album di rifacimenti dei suoi più grandi successi pubblicato per la PolyGram/Universal Music.
Nello stesso anno prende parte al recital La pietà: Stabat Mater concertante, per due voci femminili e orchestra, scritto da Nicola Piovani e Vincenzo Cerami che la vede protagonista al Teatro Maggio Fiorentino di Firenze e al Teatro Dell'Opera di Roma dove si esibisce con il soprano Maria Rita Combattelli e Gigi Proietti.
Sempre nello stesso anno è nuovamente in teatro in La Terribile e Spaventosa Storia del Principe Venosa dove è la voce solista con i pupi siciliani per l’Accademia Chigiana, per la regia di Salvatore Sciarrino.

### Gli anni duemila
Nel 2000 recita nel celebre musical Jesus Christ Superstar nel ruolo di Maria Magdalena spettacolo che vede anche il ritorno di Carl Anderson nel ruolo di Juda.
Il 23 aprile 2001 durante un concerto effettuato al Teatro Sistina di Roma, viene nominata ambasciatrice dell'UNICEF.
Nel 2002 recita in Romanza, spettacolo con la regia di Franco Ripa di Meana scritto da Sergio Rendine per Il Teatro dell’’Opera di Roma.
Nel 2004 ha fondato insieme al marito l'etichetta discografica Perle Nere Edizioni Musicali con la quale pubblica l'album Lady Day, colonna sonora dell'omonimo musical di cui è protagonista in teatro, ispirato alla vita di Billie Holiday.
Nel 2006 recita in Shakespeare In Jazz, spettacolo con la regia di Giorgio Albertazzi per il Teatro Romano, andato in scena nell'ambito del Festival di Shakespeare di Verona 2006 ripreso anche al Teatro Sistina nel 2009, dove interpreta i ruoli di Lady Macbeth, Cleopatra e cantante solista.
Nel 2010 ha debuttato come insegnante di canto nell'ambito di uno stage realizzato a Roma da Massimiliano Cardia in collaborazione con Giordano Aquilini.
Nello stesso anno pubblica l'album Caracciolo Street, composto da brani della tradizione napoletana tradotti anche in inglese.
Nel 2012 pubblica quello che è attualmente il suo ultimo album di inediti, Intense.
Nello stesso anno si esibisce in 5 Canzoni, spettacolo in cui è voce solista per la regia e direzione d'orchestra di Ennio Morricone, in cui interpreta cinque classici del repertorio del compositore presso l'Auditorium di Roma con l'Orchestra e coro dell'Accademia Nazionale di Santa Cecilia.
Nel 2013 ha collaborato con il dj torinese Gabry Ponte per il singolo Sunshine Girl. Nello stesso anno ha preso parte al Gianni Morandi - Live in Arena, evento musicale televisivo trasmesso in prima serata da Canale 5, in cui ha duettato in C'era un ragazzo che come me amava i Beatles e i Rolling Stones e Grazie perché.
Nel 2014 è la vincitrice del talent show La pista, condotto su Rai 1 da Flavio Insinna.
Nel 2016 è protagonista del musical The Sisters - La Via Del Successo, per la regia di Enzo Sanny.
Nel 2019 riprende in teatro La pietà: Stabat Mater concertante, per due voci femminili e orchestra, seconda messa in scena proposta dai suoi autori in versione sinfonica.
Nel marzo del 2022 ha pubblicato un nuovo singolo dal titolo Perfectly Beautiful.
Nel 2024 è nuovamente sul palco con La pietà: Stabat Mater concertante, per due voci femminili e orchestra, con Desiree Rancatore al Teatro Massimo V. Bellini di Catania.

## Vita privata
È sposata con l'italiano Pietro Cappa.
È sorellastra della cantante Miquel Brown e zia della cantante Sinitta.

## Discografia
- 1979 – Knock on Wood
- 1979 – Paradise Bird
- 1981 – Images (pubblicato in nord America come I'm Gonna Get Your Love)
- 1983 – Amii Stewart
- 1984 – Try Love
- 1986 – Amii
- 1988 – Time for Fantasy
- 1990 – Pearls – Amii Stewart Sings Ennio Morricone
- 1992 – Magic
- 1994 – Lady to Ladies
- 1995 – The Men I Love
- 1996 – Love Affair
- 1999 – Unstoppable
- 2004 – Lady Day
- 2010 – Caracciolo Street
- 2012 – Intense

## Tournée musicali
- 1980 - Paradise bird Tour Promozionale: U.S., Europa, Messico, Sud America, Giappone, Canada.
- 1985 - Tour Promozionale: 40 concerti in Russia
- 1988 - tour promozionale
- ? - Porto Fino Musica e Arte partecipazione al Concerto di Ray Charles
- ? - Amii In Black 12 date per la lotta contro la poliomielite sponsorizzata dal Rotary Club e La Croce Rossa Italiana.
- ? - Concerto Con Orchestra e Temi Musicali inediti, scritti oppositamente da Grandi Compositori di colonne sonore: Ennio Morricone, Nicola Piovani, Luis Bacalov, Quincey Jones, Armando Trovajoli, Franco Piersanti, Hans Zimmer, Michele Legrand
- ? - Teatro Dell’Opera di Palermo con Grande Orchestra e coro del Teatro.
- ? - Teatro Dell’Opera di Palermo, e Teatro Greco di Taormina con Grande Orchestra della Polizia Dello Stato
- ? - Festival Teatro Regio di Parma con Grande Orchestra e coro
- ? - Solista con l'orchestra sinfonica per la sepoltura della salma di San Pio nella Chiesa di S. Giovanni Rotondo
- ? - Lush Life - Amii Stewart sings Duke Ellington all'Auditorium di Roma con la PMJO Orchestra
- ? - Lucca Jazz Festival con il Giovanni Tommaso Trio
- ? - Concerto per Italia International in Qatar

## Teatro
- 1975 - Bubbling Brown Sugar
- 1976 - Toby Time
- 1999 - La pietà: Stabat Mater concertante, per due voci femminili e orchestra (scritto da Nicola Piovani e Vincenzo Cerami; al Teatro Maggio Fiorentino di Firenze e Teatro Dell’Opera di Roma con Maria Rita Combattelli (soprano), Amii Stewart (voce naturale) e Gigi Proietti (voce recitante)
- 1999 - La Terribile e Spaventosa Storia del Principe Venosa (voce solista con i pupi siciliani per l’Accademia Chigiana, regia di Salvatore Sciarrino)
- 2000 - Jesus Christ Superstar (nel ruolo di Maria Magdalena e con Carl Anderson nel ruolo di Juda)
- 2002 - Romanza (regia Franco Ripa di Meana (scritto da Sergio Rendine per Il Teatro dell’’Opera di Roma)
- 2004 - Lady Day- La Vita Di Billie Holiday
- 2006-2009 - Shakespeare In Jazz (Regia di Giorgio Albertazzi per il Teatro Romano nell'ambito del Festival di Shakespeare di Verona 2006 e Teatro Sistina nel 2009 nei ruoli di Lady Macbeth, Cleopatra e cantante solista)
- 2014 - Rassegna: Musica, Cinema e Spiritualità
- 2012 - 5 Canzoni (voce solista, regia e direzione d'orchestra di Ennio Morricone presso l'Auditorium di Roma con l'Orchestra e coro dell'Accademia Nazionale di S. Cecilia)
- 2016 - The Sisters - La Via Del Successo (regia di Enzo Sanny)
- 2019 - La pietà: Stabat Mater concertante, per due voci femminili e orchestra (seconda messa in scena del 2019 proposta in versione sinfonica)

## Filmografia
- Entre amigos – serie TV (1986)
- Dancing Into the Nineties, regia di Mark Over (1990)
- Nanà – miniserie TV, regia di Alberto Negrin (2001)
- Un poeta per amico – serie TV (2012)

## Programmi televisivi
- - Midnight Special (Programma Nazionale, 1979) (Presentatrice)
- - La sberla (Rete 1, 1979) (ospite fissa)
- - Il tastomatto (Rai 2, 1985) (ospite fissa)
- - Fantastico (Rai 1, 1997) (ospite fissa)
- - La pista (Rai 1, 2014) (concorrente)